# Centrální atom
Centrální atom je částice (atom nebo iont), která má volné orbitaly (lze jej také označit jako Lewisova kyselina). Tyto orbitaly dokáže poskytovat jiným částicím (atomům, iontům nebo molekulám), které mu do nich dodávají elektronové páry. Tím vzniká z centrálního atomu a této částice (ligandu) koordinační sloučenina, která obsahuje koordinační vazbu. Obor chemie, který studuje komplexní sloučeniny se nazývá koordinační chemie.

## Centrální atom v komplexech

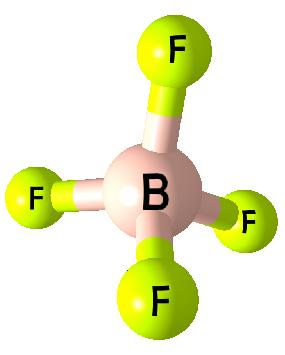
Tetra(fluoro)boritanový anion

Názvosloví centrálních atomů je v článku o Názvosloví koordinačních sloučenin.
Strukturu kovových komplexů popsal Alfred Werner. Werner položil základy moderní koordinační chemie. Koordinační sloučeniny většinou obsahují komplexní kationty nebo anionty, ale existují i elektroneutrální komplexní částice. Centrální atomy jsou nejčastěji d-prvky a f-prvky (přechodné prvky a vnitřně přechodné prvky), existují i komplexy s s-prvky a p-prvky (např. Na3[AlF6], Li[BH4], [Be(OH)4]2−, …). Tvar komplexů s-prvků a p-prvků se řídí teorií VSEPR. Tvar běžných komplexů d-prvků a f-prvků není vždy stejný a je závislý na koordinačním čísle. Běžné komplexy obsahují pouze jeden centrální atom (jsou tzv. jednojaderné), ale existují i komplexy s více centrálními atomy (dvoujaderné, polyjaderné). V takovýchto vícejaderných komplexech mohou být centrální atomy vázány spolu buď prostřednictvím ligandu (tzv. můstkový ligand) nebo přímo vazbou kov – kov. Komplexy, které obsahují tři nebo více centrálních atomů vázaných přímo vazbou kov – kov, se nazývají klastry (z angličtiny cluster=hnízdo).

## Vlastnosti centrálních atomů

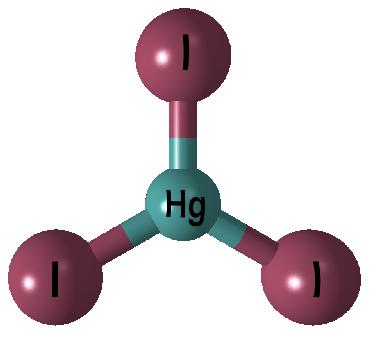
Tri(jodido)rtuťnatý kationt

- Pro silně elektropozitivní prvky z 1. až 3. skupiny (včetně lanthanoidů ) platí poměrně přesně, že stabilita komplexu roste s rostoucím nábojem a s klesajícím poloměrem centrálního atomu. To je způsobeno převažujícím iontovým charakterem interakce centrálního atomu s ligandy u těchto prvků. Pro komplexy přechodných kovů už tak jednoduchá závislost na oxidačním čísle a poloměru atomu neexistuje, protože se u nich mnohem výrazněji projevuje kovalentnost koordinační vazby a navíc se zde uplatňuje stabilizace elektronové konfigurace ligandovým polem (LFSE). Pro téměř všechny vysokospinové komplexy kovů v oxidačním stavu +2 platí pořadí stability komplexů dané tzv. Irwingovou - Williamsovou řadou : Mn < Fe < Co < Ni < Cu > Zn Pořadí stability nízkospinových komplexů se od této řady významně liší. Např. stabilita kyanokomplexů M2+ sleduje řadu : V < Cr > Mn < Fe > Co > Ni > Zn.
- K vysvětlení skutečnosti, že některé centrální atomy preferují určitý typ ligandu pro tvorbu stabilních komplexů, byla zavedena koncepce tvrdých a měkkých Lewisových kyselin (centrálních atomů) a bází (ligandů). Za tvrdé kyseliny se považují kovy z prvních tří skupin periodické soustavy, z ostatních kovů především hliník. Jsou to kovy velmi elektropozitivní, s relativně malým iontovým poloměrem, u kterých existují tendence k tvorbě převážně iontových vazeb. Tyto kovy tvoří stabilní komplexy s kyslíkovými, dusíkovými a lehčími halogenidovými ligandy. Měkkými kyselinami jsou naopak především těžké d-prvky z druhé a třetí periody v nízkém oxidačním stavu, tedy prvky s poměrně dost zaplněnými d-orbitaly, které budou jevit ochotu svůj relativní přebytek elektronů sdílet ve spíše kovalentní vazbě. Kovy jako kadmium, rtuť, zlato, stříbro, osmium, iridium a další. Tyto kovy tvoří stabilní komplexy s sulfidovými, fosfinovými, arsenovými a těžšími halogenidovými ligandy. Ostatní kovy tvoří rozhraní mezi těmito dvěma skupinami a stabilita jejich komplexů závisí na jiných podmínkách.